# Конституция Республики Ингушетия
Конституция Республики Ингушетия (ингуш. ГӀалгӀай Мехка Конституци) — основной закон Республики Ингушетия в составе Российской Федерации.
Принята 27 февраля 1994 года на основе всенародного голосования (референдума) в Республике Ингушетия и имеет общеобязательную силу на всей её территории.
Состоит из:
- преамбулы: "Мы, многонациональный народ Республики Ингушетия, чтя память предков, завещавших нам идеалы добра, справедливости и любви к Отечеству, сознавая ответственность за исторические судьбы государственности Ингушетии, утверждая свободу, права и обязанности человека и гражданина, принимаем Конституцию Республики Ингушетия и провозглашаем её Основным Законом";
- 11 глав:
  - Основы конституционного строя
  - Права и свободы человека и гражданина
  - Система органов государственной власти
  - Глава Республики Ингушетия
  - Народное Собрание Республики Ингушетия
  - Правительство Республики Ингушетия
  - Судебная власть и прокуратура
  - Местное самоуправление и народное представительство
  - Государственные символы и столица Республики Ингушетия
  - Административно-территориальное устройство
  - Конституционные поправки и пересмотр конституции
- 114 статей.

## Историческая справка
4 июня 1992 года Верховным Советом РСФСР был принят Закон «Об образовании в составе Российской Федерации Ингушской Республики». В связи с этим появилась необходимость в создании и принятии республиканской Конституции, как Основного Закона, важнейшего и необходимого элемента государственности нового субъекта Российской Федерации.
15 марта 1993 года на чрезвычайном съезде народа Ингушетии в г. Назрань принята Декларация "О государственном суверенитете Ингушской Республики".
27 февраля 1994 года на основе всенародного голосования была принята Конституция Республики Ингушетия, в которой Ингушетия провозгласила себя демократическим, правовым, светским государством, в составе в Российской Федерации, образованным на основе реализации народом Ингушетии своего неотъемлемого права на национально-государственное самоопределение. Это событие стало важнейшей вехой в истории становления ингушской государственности.

## Изменения и дополнения
Конституция Республики Ингушетия должна соответствовать федеральному законодательству Российской Федерации и потому, по мере изменений в федеральном законодательстве, вносились изменения и в Конституцию Республики Ингушетия.

Кроме того, Конституция дополнялась в целях совершенствования  регионального ингушского законодательства и по причине республиканских политических и экономических изменений, а также по причине существования до конца не урегулированных территориальных споров с соседними республиками, а значит в неё и дальше должны будут внесены изменения.

Всего в Конституцию Республики Ингушетия внесено 25 поправок.